# Хоря (Сату-Маре)
Хоря (рум. Horea) — село у повіті Сату-Маре в Румунії. Входить до складу комуни Саніслеу.
Село розташоване на відстані 467 км на північний захід від Бухареста, 50 км на захід від Сату-Маре, 144 км на північний захід від Клуж-Напоки.

## Населення
За даними перепису населення 2002 року у селі проживали 203 особи, з них 202 особи (99,5%) румунів. Рідною мовою 202 особи (99,5%) назвали румунську.